# Chalaraspidum alatum
Chalaraspidum alatum är en kräftdjursart som först beskrevs av Willemoes-Suhm 1876.  Chalaraspidum alatum ingår i släktet Chalaraspidum och familjen Lophogastridae. Inga underarter finns listade i Catalogue of Life.